# NOVAホールディングス
NOVAホールディングス株式会社（ノヴァホールディングス、英: NOVA Holdings Co., Ltd.）は、東京都品川区に本社を置く日本の企業。学習塾や英語教室など、主に教育分野での事業を行っている企業である。

## 概要
現代表の稲吉正樹が1994年に愛知県岡崎市で創業した学習塾「がんばる学園」を起源とする。翌年（平成8年）に有限会社がんばる学園（現・ジー・コミュニケーション）として法人化。2000年以降外食事業など多角的に展開。祖業である学習塾などの教育事業は2003年6月に株式会社ジー・エデュケーションを設立し、同社の事業とした。
2007年に経営破綻した株式会社ノヴァから英会話教室『NOVA』事業を譲受。さらに2010年には株式会社ジオスから英会話教室『GEOS』事業を譲受している。
2009年にジー・コミュニケーションの株式の大半を稲吉が手放す一方、ジー・エデュケーションは稲吉が新たに設立した投資会社「いなよしキャピタルパートナーズ株式会社」の傘下となり、ジー・コミュニケーションとの資本関係を解消。2011年にいなよしキャピタルパートナーズと合併し、自分未来ホールディングス株式会社に社名変更する。2012年には社名を自分未来アソシエ株式会社に変更している(代表取締役会長・岩谷温、代表取締役社長・稲吉正樹)。
2013年にNOVAホールディングス株式会社に社名変更し、以降語学教室などのM&Aなどにより全国・海外に校舎を積極的に展開。学習塾、英会話を併せ、全国1800以上の規模となっている。また教育事業以外の事業にも、留学会社の株式会社ラストリゾート、デザイン・施工のセントラルデザイン株式会社、飲食のセントラルフード株式会社をグループ傘下におく。その他に日本だけでなく、海外にも展開をしている。
2018年にはジャパン・プロフェッショナル・バスケットボールリーグ（B.LEAGUE）に参戦する広島ドラゴンフライズの運営会社を子会社化し、2019年には日本プロサッカーリーグ（Jリーグ）に参戦するいわてグルージャ盛岡の運営会社を子会社した。ただしいわてグルージャ盛岡については、2022年末に保有する株式の大半を同社社長の秋田豊に譲渡し、オーナーの座を譲った。その後いわては2024年シーズンでJFL降格となったため、秋田に譲渡した株を買い戻している。
2021年10月1日付で、全研本社から英会話スクール事業である「英会話リンゲージ」を譲受した他、2022年7月29日付でGABAを完全子会社化した。2025年2月にはM&Aを巡るトラブルが起きていた朝日出版社を買収、傘下に収めている。

## グループ会社
- 株式会社NOVA
- 株式会社NOVA東日本
- 株式会社NOVA西日本
- 株式会社朝日出版社
- 株式会社ラストリゾート
- 株式会社GABA
- 株式会社広島ドラゴンフライズ（B.LEAGUE）
- 株式会社いわてアスリートクラブ（いわてグルージャ盛岡・Jリーグ）
- ドルトムント・サッカーアカデミー株式会社
- NOVA KOREA
- GEOS ONLINE ENGLISH PHILIPPINE
- Last Resort Australia Pty.,Ltd.
- Last Resort New Zealand Ltd.
- Last Resort Canada International Pty.,Ltd.
- Last Resort U.K. International Ltd.
- PT.SAKAI BALI

- 自分未来きょういく株式会社
- セントラルデザイン株式会社
- セントラルホールディングス株式会社

## 事業ブランド
- 個別指導学習塾
  - ITTO個別指導学院
  - みやび個別指導学院
  - がんばる学園
  - TOPS（トップス）
  - すみれ個別指導学院

- 家庭教師
  - さらさ

- 英会話教室
  - NOVA
  - EC英会話
  - こどもジオス
  - NOVAバイリンガルKIDS
  - お茶の間留学

## 沿革
- 1994年6月 - 愛知県岡崎市に「がんばる学園六名校」を開校し創業
- 1996年1月 - 「有限会社がんばる学園」を設立し法人化（1997年に株式会社に移行）
- 2000年9月 - 「株式会社ジー・コミュニケーション」へ社名変更、日本フランチャイズチェーン協会正会員に登録
- 2003年6月 - 株式会社ジー・コミュニケーションからの分社により株式会社ジー・エデュケーション設立
- 2007年6月 - 英会話教室を手がける株式会社イー・シーを子会社化
- 2007年11月 - 「NOVA」事業取得
- 2009年9月 - 個別指導型学習塾「みやび個別指導学院」開校
- 2010年4月 - 「GEOS」事業承継
- 2011年1月 - 「すみれ個別指導学院」開校
- 2011年4月 - 「家庭教師さらさ」スタート、東京へ本店移転
- 2011年8月 - いなよしキャピタルパートナーズ株式会社と合併し、「自分未来ホールディングス株式会社」に社名変更
- 2012年2月 - 「自分未来アソシエ株式会社」に社名変更
- 2013年9月 - 「NOVAホールディングス株式会社」 に社名変更
- 2013年12月 - 「NOVA」事業を手がける子会社「株式会社NOVA」設立
- 2014年5月 - 語学学校「MERCURY」譲受、「オンライン英会話スラリーe」事業引受
- 2014年9月 - 子会社「WOMANオンライン株式会社」設立
- 2014年12月 - 語学学校「T.I.E」譲受
- 2015年6月 - 株式会社ラストリゾートを子会社化
- 2016年3月 - 「スタンピーこども英会話」譲受
- 2016年4月 - オンライン英会話「e-Friend」譲受
- 2017年5月 - 株式会社リガインターナショナル子会社化、子会社「株式会社VOICE」設立
- 2017年9月 - サンシャインビル株式会社子会社化
- 2017年10月 - 株式会社マリリッサと事業譲渡契約を締結
- 2025年2月 - 朝日出版社を創業者遺族より買収